# Rybárpole
Rybárpole je městská část Ružomberku. Leží na pravém břehu řeky Váh, pod kopcem Čebrať. Nachází se zde zkrachovalá továrna Texicom, ale také kostel Svaté Rodiny a železniční zastávka Ružomberok-Rybárpole. V její blízkosti se také nachází Katolická univerzita a stadion MFK Ružomberok.
Městská část Rybárpole byla k městu Ružomberok katastrálně přičleněna v roce 1894, a v roce 1910 administrativně.

## Doprava
Dopravní spojení se zbytkem Ružomberku zajišťuje autobusová linka č. 5. Také se zde nachází železniční zastávka Ružomberok-Rybárpole, která se nachází na železničním tahu Žilina-Košice, zastavují zde osobní vlaky. S Hrboltovou má silniční spojení, se zbytkem Ružomberku ji spojují tři mosty, jeden silniční (Textilná ul.) a dva pouze pro chodce.

## Zajímavé stavby
- Kostel Svaté Rodiny
- Železniční zastávka Ružomberok-Rybárpole
- Průmyslový komplex bývalé továrny Texicom